# 누리스탄인
누리스탄인(Nuristanis)은 아프가니스탄 북동부의 누리스탄주에 주로 거주하는 민족집단이다. 국경 너머의 파키스탄의 카이베르 파크툰크와 주에도 소수 거주한다. 인도이란어파의 독특한 언어인 누리스탄어를 사용한다.
이들은 힌두 쿠시 지역에서 오랫동안 고립된 생활을 해온 민족으로서, 알렉산더 대왕 시대부터 근대에 이르기까지 많은 통치자들에 의해 유독 남다르고 저항적인 민족으로 묘사되었다. 본래 누리스탄인들은 주변의 민족들과 달리 제사를 지내는 등 원시 브라만교와 유사한 것으로 보이는 독자적인 고대 종교를 믿었으며 이 때문에 이교도를 뜻하는 '카피르인'(Kafir)이라는 이름으로 불렸다. 그러던 중 1890년대에 아프가니스탄의 토후(Emir)이던 압두르 라흐만 칸이 대영제국으로부터 듀랜드 라인 이북의 통치권을 보장받으며 해당 지역으로 침공하였고, 이들을 이슬람교로 강제 개종시키고 해당 지역에 "누리스탄"(빛의 땅)이라는 이름을 붙였다.

## 같이 보기
- 다르드인
- 칼라쉬인